# معبد سیکن
معبد سیکن (به ژاپنی: 清見寺 Seiken-ji)، یک معبد بودایی در ژاپن وابسته به معبد میوشین شاخه ای از فرقه رینزای در شیمیزو-کو، شیزوئوکا در ژاپن است.
این معبد در دوره کاماکورا به عنوان یک معبد ذن احیا شد و پس از دریافت ارادت آشیکاگا تاکائوجی و ایماگاوا یوشیموتو شکوفا شد. همچنین، در آن زمان، توکوگاوا ایه‌یاسو گروگان خاندان ایماگاوا بود، اما او زیر نظر راهب ارشد معبد، تایهارا سه‌سای، در معبد تحصیل کرد. این معبد یک نقطه استراتژیک برای حمل و نقل است و زمانی که خاندان تاکدا به سوروگا حمله کرد، ایماگاوا اوجیزانه مقر خود را در آنجا ایجاد کرد، اما به دلیل فرارهای پی در پی ملازمانش در طول نبرد گردنه ساتتا و ارتباط مخفیانه آنها به سمت تاکدا، قلعه سونپو. بدون جنگ رها شد.